# 딱지 (치와타 히데노리의 노래)
딱지(일본어: カサブタ 카사부타[*])는 2003년 4월 23일에 발매된 일본인 가수 치와타 히데노리의 싱글이다.

## 개요
싱글명의 "딱지"는 본래 상처가 아물기 전 살 위에 생기는 막을 의미하며, 이 싱글은 『금색의 갓슈벨!!』 애니메이션 수록곡으로 삽입되었다.

## 수록 및 삽입 과정
작사와 작곡 작업 모두 치와타 히데노리가 했고 와타나베 체루가 편곡을 했다. 이 곡은『금색의 갓슈벨!!』 애니메이션에서 2003년 4월부터 2004년 3월까지 사용되었다.
2004년 7월 22일 사쿠라이 타카히로가 이 노래를 라디오 에딧 버전으로 불렀다. 사람들은 그가 『금색의 갓슈벨!!』 애니메이션의 키요마로 성우역을 했다고 하여 그가 제작한 그 노래 버전을 키요마로 버전이라고도 한다.